# إسنا (مركز)
مركز إسنا، مركز إداري مصري. يقع في محافظة الأقصر الواقعة في جمهورية مصر العربية. القاعدة الإدارية للمركز هي مدينة إسنا.